# HD 216646
HD 216646，又名BD+39 4964，SAO 52471、HR 8712，是一颗恒星，视星等为5.81，位于銀經99.94，銀緯-17.2，其B1900.0坐标为赤經22h 49m 31.7s，赤緯+39° -17.2′ 37″。